# Bozósd

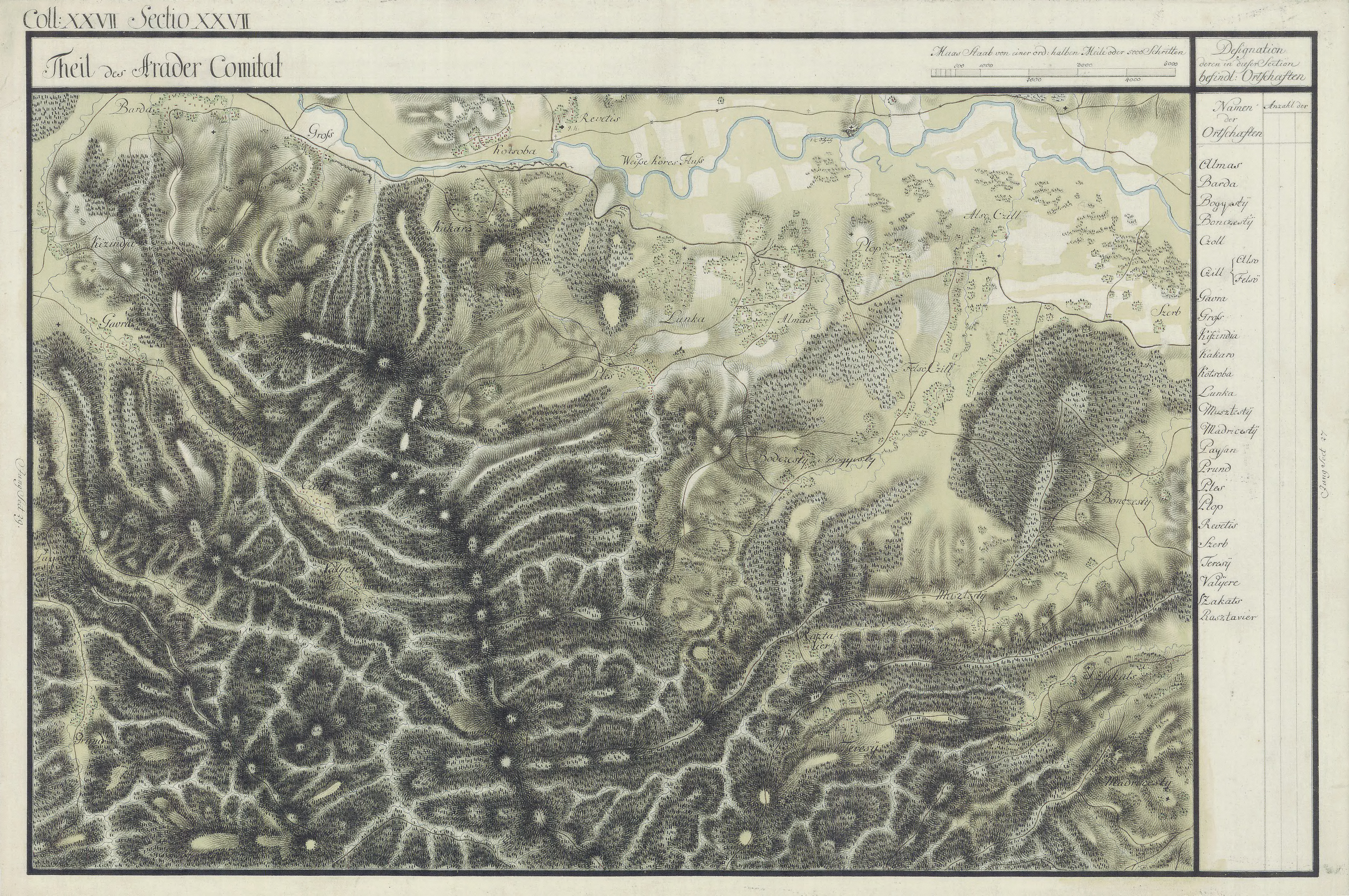
Bogyesty fekvése 1782–85-ben

Bozósd, 1910-ig Bogyest (románul: Rădești, 1925-ig Bodești) falu Romániában, Arad megyében.

## Nevének eredete
A Bogyest a Bodea személynév képzős változata. A település lakói között 1525-ben meg is jelenik egy Johannes Boge nevű. Először 1441-ben Bodyafalva, 1525-ben Bogesthfalva, 1605-ben Bogiest alakban írták. A helységnévrendezés során egy 1561-es (valószínűleg betűtévesztéses vagy téves olvasatú) Bozost adat alapján teremtettek számára magyarosabb hangzású nevet, miután a középkori, okleveles Bogyafalva nevet már Bodest kapta. Miután Romániához csatolták, ugyanettől való megkülönböztetés céljából változtatták meg a nevét a maira, amelyet a faluban leggyakoribb Rada családnévből képeztek.

## Fekvése
Borossebestől 21 kilométerre délkeletre, a Zarándi-hegység északi lejtőjén fekszik.

## Népessége

### Etnikai és vallási megoszlás
- 1880-ban 726 lakosából 701 volt román és 22 egyéb (cigány) anyanyelvű; 632 ortodox és 91 görögkatolikus vallású.
- 2002-ben 552 lakosából 545 vallotta magát román és hét cigány nemzetiségűnek; 290 ortodox, 160 baptista és száz pünkösdi hitűnek.

## Története
Román falu volt Zaránd, 1746-tól Arad vármegyében. 1525-ben kenéze Stan. Még a 16. század folyamán elpusztult. 1605-ben azon falvak között sorolták fel, amelyeket „sohul egy ember nem lakta sok edőtül fogva”. 1720-ban tizenhárom jobbágycsaládot írtak össze benne. Mai helyére 1826 után települt. A 20. század elején lakói főleg erdei munkával foglalkoztak.

## Látnivalók
- Falumúzeum (94. sz.).
- A falu egykori gabonaraktára (1878) (125. sz.).